# Steinheim (Main)
Steinheim (Main) (niem: Bahnhof Steinheim (Main), stosowana również nazwa Steinheim/Main) – przystanek kolejowy w Hanau, w regionie Hesja, w Niemczech. Znajduje się na linii Hanau – Frankfurt, stanowiąc element sieci S-Bahn Ren-Men.
Według klasyfikacji Deutsche Bahn ma kategorię 5.

## Położenie
Przystanek znajduje się na linii S-Bahn (linia nr. 3680 DB) Hanau – Frankfurt, biegnącej równolegle do linii Frankfurt-Bebraer Eisenbahn (linia DB nr. 3600). Linia S-Bahn między Mühlheim (Main)-Dietesheim i Hanau Hauptbahnhof jest jednotorowa. Jeden peron znajduje się na północny wschód od toru i obsługuje pociągi w obu kierunkach. Przystanek został otwarty wraz z uruchomieniem linii S-Bahn w 1995 roku jest obecnie obsługiwany przez linie S 8 i S 9.

## Historia
Przystanek zastąpił poprzednią stację Steinheim (Kr. Offenbach), położonej na Frankfurt-Bebraer Eisenbahn i oddanej w 1873 do eksploatacji. Jego pierwotna nazwa brzmiała Klein Steinheim. Jednakże, budynek dworca został położony na południowo-wschodniej stronie torów. Stacja miała także tory towarowe do rozładunków towarów.
Stacja obsługiwała dawne miasto Steinheim, które w 1974 roku w wyniku reformy komunalnej w Hesji stało się częścią miasta Hanau. 
Likwidacja stacji została przeprowadzona w kilku etapach: po pierwsze, po roku 1970 rozebrano budynek dworca, pozostawiając jedynie niewielkifragemtn. Ruch towarowy został przerwany. Dzięki budowie S-Bahn, stacja została ostatecznie opuszczona i zlikwidowano resztę budynku dworca na rzecz parkingu Parkuj i Jedź.

## Linie kolejowe
- Hanau – Frankfurt